# كريس كورتيز
كريس كورتيز (بالإنجليزية: Chris Cortez) هو لاعب كرة قدم أمريكي، ولد في 24 يوليو 1988 في ميسيون فيجو في الولايات المتحدة. لعب مع فينيكس راسينغ ونادي تشونبوري ونادي شيفاز يو إس أي.

## وصلات خارجية
- كريس كورتيز على موقع الدوري الأمريكي (الإنجليزية)
- كريس كورتيز على موقع قاعدة بيانات كرة القدم.إي يو (الإنجليزية)
- كريس كورتيز على موقع Soccerway.com (الإنجليزية)
- كريس كورتيز على موقع عالم كرة القدم.نت (الإنجليزية)